# Junkers Ju 87
El Junkers Ju 87 o Stuka (del alemán Sturzkampfflugzeug, «bombardero en picado») fue 
un bombardero y avión de ataque a tierra biplaza —piloto y artillero/operador de radio— alemán de la Segunda Guerra Mundial. Diseñado por Hermann Pohlmann, el Stuka voló por primera vez en 1935 y se estrenó en combate en 1936 durante la guerra civil española como parte de la Legión Cóndor enviada por la Luftwaffe alemana.
El avión era fácilmente reconocible por sus alas de gaviota invertidas, su tren de aterrizaje carenado y fijo, y los bramidos de su sirena Jericho-Trompete («trompeta de Jericó»), convirtiéndose en el símbolo de la propaganda del poder aéreo alemán y de las victorias de la Blitzkrieg entre 1939 y 1942. El diseño del Ju 87 incluía varias características innovadoras para la época, como el izado automático de los frenos de picado de las alas para asegurar que la aeronave se recuperaba de un ataque en picado incluso si el piloto se desmayaba debido a la alta aceleración. Aunque resistente, preciso y muy efectivo en sus ataques, el Ju 87 era vulnerable a los modernos aviones de caza, al igual que muchos otros bombarderos en picado de la guerra. Sus defectos se hicieron evidentes durante la batalla de Inglaterra; su pobre maniobrabilidad, baja velocidad y poco armamento defensivo significaba que el Stuka necesitaba una fuerte escolta de cazas para operar eficientemente.
El Stuka operó con mayor éxito después de la Batalla de Inglaterra, y se utilizó en África en 1940 y su potencia como avión de ataque de precisión fue muy valiosa para las fuerzas alemanas en la Campaña de los Balcanes, en los teatros Norteafricano y Mediterráneo y en las primeras etapas del Frente Oriental, campañas donde la resistencia de cazas Aliados era escasa y desorganizada. Posteriormente, una vez que la Luftwaffe perdió la superioridad aérea en todos los frentes, el Ju 87 pasó a ser una vez más un blanco fácil para los cazas enemigos. A pesar de esto, debido a que no tenía un sustituto mejor, el modelo continuó en producción hasta 1944. Hacia el final del conflicto, el Stuka había sido sustituido en gran medida por las versiones de ataque a tierra del Focke-Wulf Fw 190, pero aún fue usado hasta los últimos días de la guerra. Se estima que fueron producidos unos 6500 ejemplares Ju 87 en todas sus versiones entre 1936 y agosto de 1944.
El piloto alemán, Coronel Hans-Ulrich Rudel fue el as de Stuka más destacado y fue el militar alemán más altamente condecorado de la Segunda Guerra Mundial. Fue el único en recibir la más alta condecoración militar alemana, la «Cruz de Caballero de la Cruz de Hierro con Hojas de Roble en Oro, Espadas y Brillantes», el 29 de diciembre de 1944.

## Desarrollo
Su diseño y construcción se inició durante el periodo de reactivación de las fuerzas armadas alemanas tras su desmantelamiento después de la derrota de la Primera Guerra Mundial.
La técnica del bombardeo en picado ya era familiar en la Primera Guerra Mundial, pero no existió ningún avión diseñado específicamente para esta misión hasta los años veinte. Uno de los primeros fue el Junkers K 47, del que volaron dos ejemplares en 1928 con motores Bristol Jupiter, y otros doce con motor Pratt & Whitney R-1690 Hornet fueron vendidos a China. Con ellos se llevaron a cabo intensas experiencias, demostrándose que el picado a 90° era el más preciso, aunque la idea exigía un avión robusto y un piloto decidido, más un indicador de ángulo de picado.
Muchos de los que más tarde serían dirigentes de la Luftwaffe de Hitler quedaron convencidos de que el bombardeo en picado debía ser el arma principal de una fuerza aérea dedicada al apoyo cercano de las tropas terrestres. Cuando se planificaron los nuevos aviones de combate de la Luftwaffe, en 1933, se adoptó provisionalmente para esta función un elegante biplano, el Henschel Hs 123, mientras Junkers trabajaba intensamente para poner a punto el Stuka definitivo.
El equipo de diseño, dirigido por Hermann Pohlmann, adoptó inicialmente la misma configuración del K 47: un monomotor monoplano de ala baja con tren de aterrizaje fijo y doble deriva. El Ju 87 difería en su construcción completamente metálica con estructura de revestimiento resistente, sin el exterior corrugado utilizado anteriormente en los aviones metálicos Junkers, y en su ala quebrada en «gaviota invertida» o W. Como en el K 47 todo el borde de fuga estaba ocupado por los flaps y alerones en «doble ala», una patente Junkers, y la tripulación se acomodaba espalda contra espalda bajo una gran cubierta acristalada.
El prototipo voló en la primavera de 1935 con un motor Rolls-Royce Kestrel de 480 kW (640 HP).
A pesar de la instalación de frenos aerodinámicos de picado en el intradós, en una de las primeras recuperaciones de la maniobra de picado, se produjo un fallo en la estructura de la cola y el avión se estrelló.

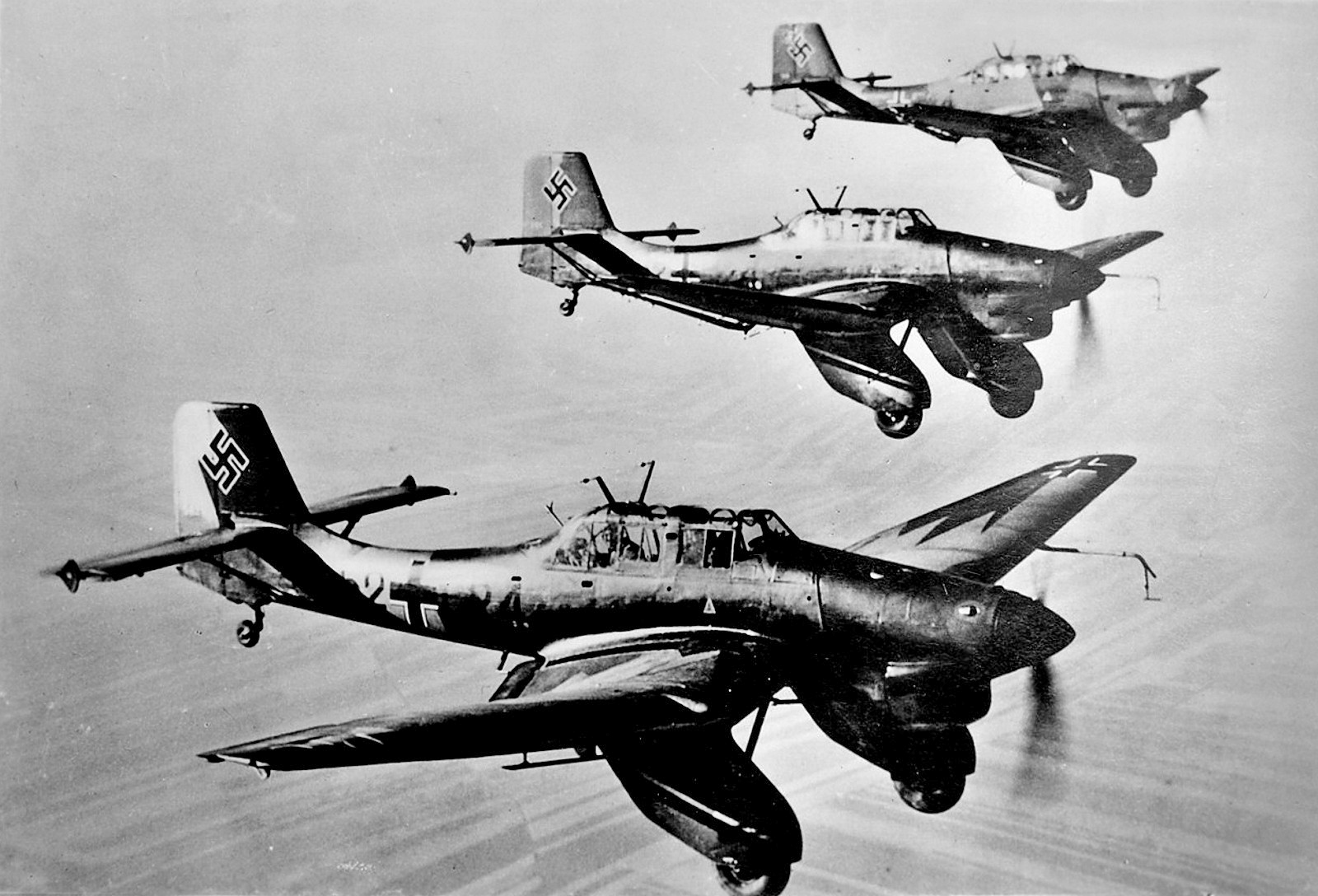
Formación de Junkers 87A.

Después de un largo desarrollo, en el curso del cual se cambió el motor por otro alemán Junkers Jumo 210 Ca de 640 CV, que accionaba una hélice tripala de paso variable; y se adoptó una nueva deriva simple, el Ju 87A-1 entró en producción en serie a principios de 1937. Se fabricaron aproximadamente 200 ejemplares entre A-0, A-1 y A-2 de serie, todos con amplios carenados de pantalón en el tren de aterrizaje, y el A-2 con el más potente motor Jumo 210Da de 680 CV y hélice mejorada VDM.
En 1939 todos los aviones de la serie A fueron transferidos a unidades de entrenamiento, y las crecientes filas de las Stukageschwader (escuadras de bombardeo en picado) fueron equipadas con el bastante más capaz Ju 87B. Visualmente la mayor diferencia eran los carenados del tren, más reducidos y aerodinámicos, pero la diferencia clave residía en la potencia, doblada gracias al nuevo motor Jumo 211 A, que movía una ancha hélice de velocidad constante. El primer subtipo de serie, Ju 87 B-1, llevaba el Jumo 211Da de 1200 CV, con inyección directa de combustible que lo inmunizaba contra la formación de hielo y contra las paradas súbitas en vuelo invertido o en maniobras con g negativa, dándole plena capacidad acrobática. 
La fabricación fue transferida de Dessau a la Weser Flugzeugbau instalada en el gran edificio oval de la terminal del aeropuerto berlinés de Tempelhof, donde se construían hasta 60 al mes hacia mediados de 1939.

## Diseño

### Diseño básico (basado en la serie B)
El Ju 87 era un avión monomotor y monoplano de ala en voladizo de construcción completamente metálica. Tenía tren de aterrizaje fijo y podía llevar dos tripulantes. El principal material de su construcción era duraluminio, las cubiertas externas eran hechas de planchas de duraluminio también. Las partes que tenían que ser de construcción sólida, como los hipersustentadores de las alas (flaps), eran hechos de una aleación de aluminio y titanio denominada "Pantal" y sus componentes de una aleación de magnesio muy ligera conocida como Elektron. Los pernos y las partes que tenían que aguantar fuertes tensiones eran de acero.
El Ju 87 disponía de escotillas y cubiertas desmontables para facilitar las operaciones de mantenimiento y las revisiones. Los diseñadores evitaron las partes soldadas en la medida de lo posible, prefiriendo en su lugar piezas creadas mediante fundición y molde. Era posible intercambiar grandes segmentos de la estructura como una unidad completa, lo que aumentaba la velocidad de reparación. La estructura también está subdividida en secciones que permitían su transporte por carretera o ferrocarril.

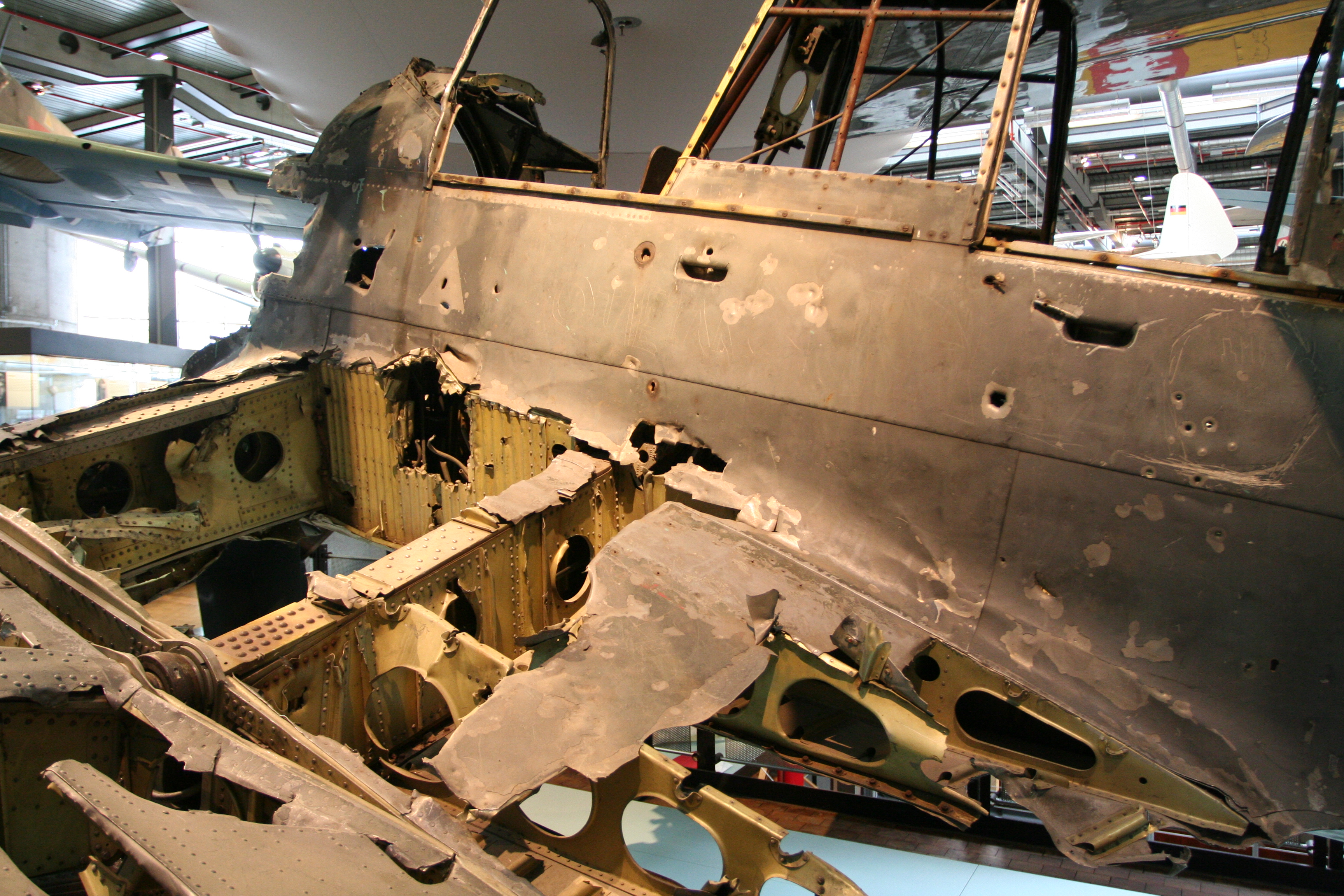
Restos de un Ju 87 B accidentado donde se pueden ver los largueros y las costillas principales del ala.

De acuerdo con el Centro de Certificación de Aeronaves, el Ju 87 había alcanzado los requisitos de resistencia estructural adecuados para un bombardero en picado. Era capaz de soportar velocidades en picado de 600 km/h y una velocidad horizontal máxima de 340 km/h cerca del nivel de la tierra, y un peso en vuelo de 4300 kg. El rendimiento en los ataques en picado era mejorado con la introducción de frenos de picado bajo las alas, que consistían en unos largos listones rectangulares bajo el borde de salida, que al rotar perpendicularmente al flujo de aire permitían que el Ju 87 mantuviese una velocidad constante y una posición estable para ayudar a apuntar al piloto. También evitaban que la tripulación sufriera altas aceleraciones y fuerzas G extremas durante la recuperación del picado.
El fuselaje tenía una sección transversal ovalada y alojaba en su parte delantera un motor V12 Junkers Jumo 211 refrigerado por agua. La cabina de vuelo estaba protegida del motor por un tabique cortafuegos antes de la sección central del ala donde se localizaban los depósitos de combustible. En la parte trasera de la cabina el mamparo estaba cubierto por una cubierta de lienzo que podía ser rasgada por los tripulantes en caso de emergencia, permitiendo que pudieran escapar por el fuselaje principal. La cabina estaba dividida en dos secciones unidas por un fuerte armazón de acero soldado. La cubierta de la carlinga estaba hecha de plexiglas y cada uno de los dos compartimentos de los tripulantes tenía su propia abertura deslizante.

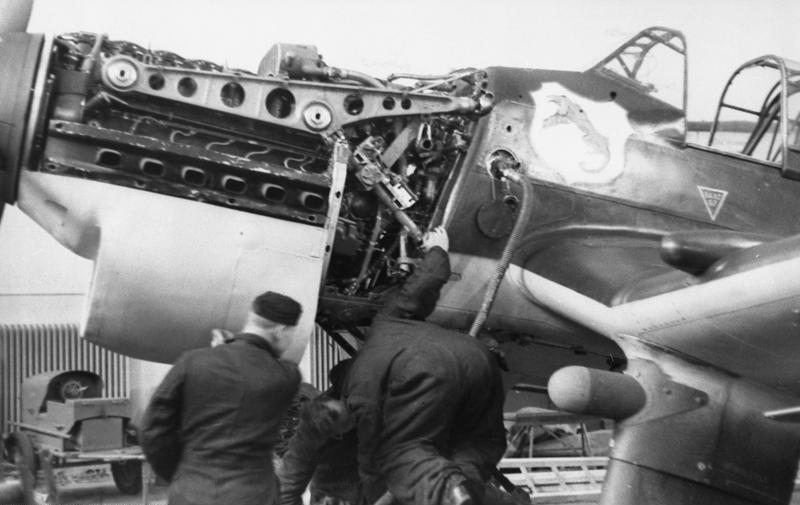
Un Ju 87 en 1939 sin la cubierta del motor donde se pueden ver los soportes del motor.

El motor iba montado en dos estructuras trianguladas de soporte principal que salían del fuselaje y eran aguantadas por dos montantes tubulares. El motor estaba empernado a ellas por la parte más alta del mismo. El cortafuegos, hecho de mallas de amianto con láminas de duraluminio por ambos lados, estaba unido mediante juntas universales. Todos los conductos que pasaban a través de él tenían que ser dispuestos de manera que los gases nocivos no pudieran penetrar en la cabina.

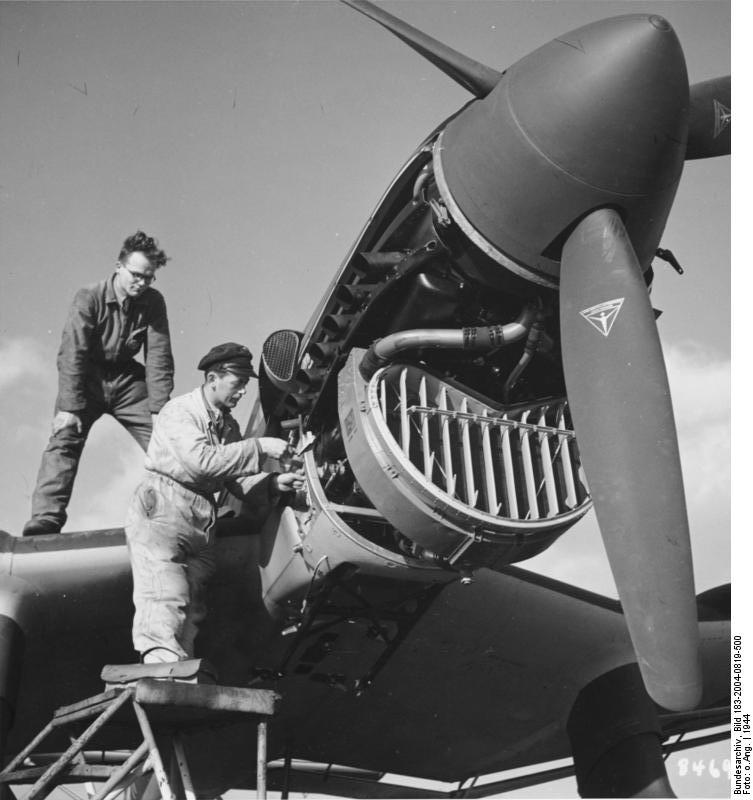
Un Ju 87 en 1944 donde se puede ver el radiador sin su cubierta.

El sistema de combustible estaba compuesto por dos depósitos ubicados en la sección central de ambas alas, cada uno con una capacidad de 250 litros. Esos depósitos tenían un límite predeterminado que, si era pasado, avisarían al piloto mediante una luz roja de advertencia en la cabina. El combustible era inyectado en el motor desde los depósitos por medio de una bomba hidráulica. En caso de que esta fallara, el combustible podía ser bombeado manualmente usando una bomba manual.
El sistema de refrigeración del motor tenía dos contenedores de agua hechos de aluminio, uno de 10 litros con forma de anillo situado entre la hélice y el motor, y otro de 20 litros debajo del motor.
Las superficies de control en gran parte eran similares a las de otros aviones, con la excepción del innovador sistema automático de recuperación de picado. Este iniciaba la recuperación y ascenso tras la desactivación de los frenos de picado. El piloto podía anular el sistema ejerciendo una fuerza significativa en la palanca de control para tomar el control manual. El ala del Ju 87 era la característica más inusual. Estaba formada por una sección central y dos secciones externas instaladas mediante cuatro juntas universales. La sección central tenía un gran diedro negativo y las superficies externas un diedro positivo. Esto creaba el ala doblada con forma de W, o «ala de gaviota» invertida, a lo largo del borde de ataque. La forma del ala mejoraba la visibilidad del piloto hacia la tierra y también permitía un tren de aterrizaje más corto.
El armamento ofensivo lo formaban dos ametralladoras MG 17 cal. 7,92 mm montadas en las alas, que eran accionadas mediante un sistema neumático mecánico desde la palanca de control del piloto. Por otra parte el artillero y operador de radio operaba una ametralladora MG 15 también de 7,92 mm montada en un afuste móvil para labores defensivas. La carga bélica habitual era una bomba SC 500 de 500 kg montada en una horquilla que la extraía de su posición bajo el fuselaje para dejarla caer fuera del alcance de la hélice.

### Procedimiento en picado
El control automático de picado era fijado por el piloto a la altura de recuperación deseada mediante un altímetro de contacto. Tras efectuar una lista de diez acciones vitales, el piloto abría los frenos de picado de intradós, lo que inmediatamente colocaba en picado al avión, y ajustaba el ángulo manualmente alineando las líneas rojas a 60°, 75° u 80° en la ventana lateral de la cabina con el horizonte. Después, el piloto apuntaba al objetivo con la mira de las ametralladoras como en un caza, utilizando los timones para conseguir la correcta alineación con el objetivo. Cuando la luz de aviso del altímetro se encendía, el piloto presionaba un botón sobre la palanca de mandos para la recuperación automática, normalmente a una altitud de 450 m sobre el terreno. Si ésta no se producía, el piloto debía tirar hacia atrás de la palanca con todas sus fuerzas, ayudándose con una cuidadosa utilización del compensador de los timones de profundidad.
La velocidad llegaba a los 550 km/h, y fue una práctica común instalar sirenas —conocidas como «trompetas de Jericó»— en las cubiertas superiores de las patas del tren de aterrizaje para aterrorizar a quienes se encontrasen en las cercanías del objetivo. En misiones cercanas, podían cargarse además cuatro bombas SC50 de 50 kg bajo las alas. El piloto podía disparar dos ametralladoras MG 17 de 7,92 mm montadas en las alas, junto al ángulo del diedro, mientras que el operador de radio disponía de una MG 15 del mismo calibre en montaje móvil trasero para la defensa hacia arriba y detrás.

## Variantes

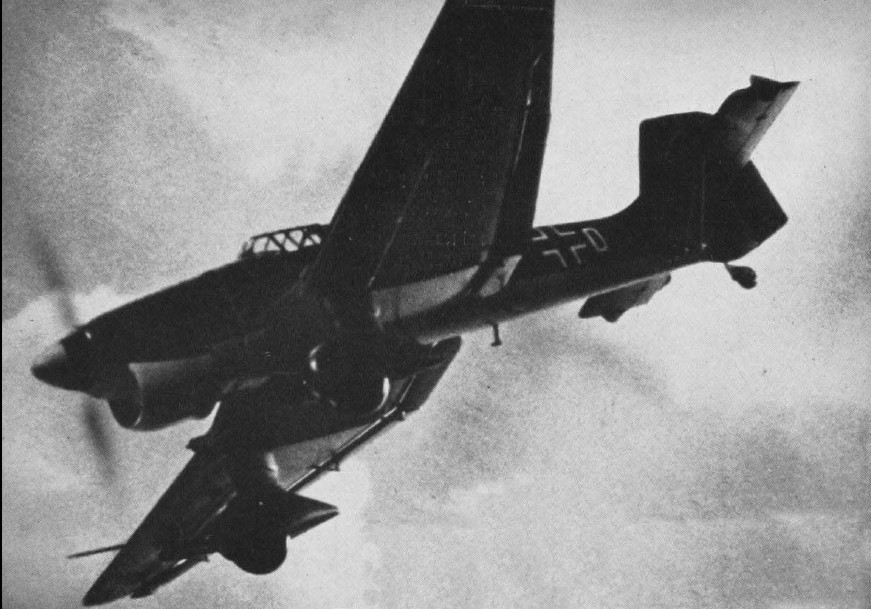
El Stuka versión B.

Conjuntamente con la variante Ju 87B-2, que como monoplaza podía llevar una bomba SC100, Weser construyó un lote de Ju 87C-0 con alas plegables, gancho de cola y otros cambios para adecuarlo a su utilización a bordo del portaaviones Graf Zeppelin, que nunca sería acabado. Otro modelo fue el Ju 87R de largo alcance, con depósitos extra en la sección externa de los planos y equipo para depósitos subalares lanzables. Entró en servicio a tiempo para la campaña de Noruega —donde uno de ellos inutilizó una estación de radio colisionando deliberadamente contra las antenas— y se mostró particularmente apropiado en los teatros de operaciones de los Balcanes, Grecia y el Mediterráneo. El Ju 87R experimentó un gran contenedor suspendido en la horquilla de la bomba principal para transportar piezas de recambio y cargas diversas.
El Ju 87B y sus derivados causaron una amplia devastación en Europa en los primeros años de la II Guerra Mundial, donde encontraron un único obstáculo serio. Sobre Inglaterra sus pérdidas fueron inaceptablemente altas, con 41 derribos en los días del 13 al 18 de agosto de 1940, por lo que a partir del 19, los Stuka fueron retirados de los ataques contra objetivos británicos.

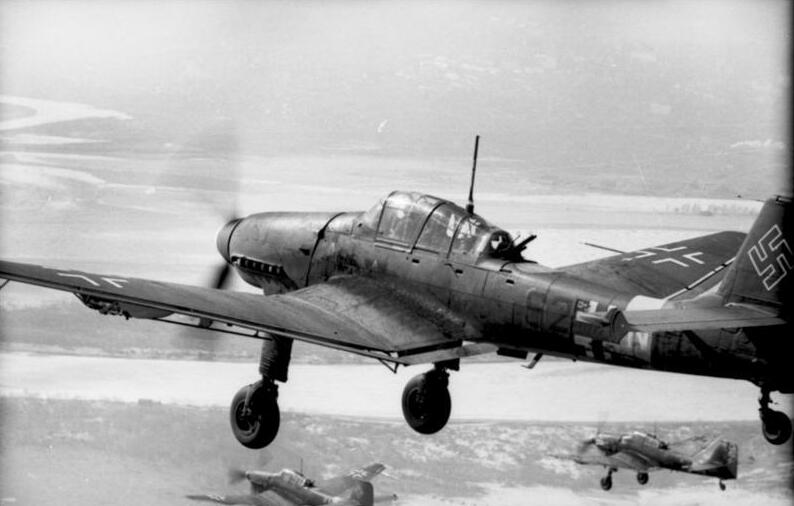
Junkers-87 D.

Ya al comienzo de la guerra el diseño de Ju 87 podía considerarse algo anticuado, pero ese hecho quedó oculto por su fantástico éxito. Al igual que ocurrió con otros tipos de la Luftwaffe, la falta de un sustituto eficaz determinó la prolongación excesiva de su fabricación en serie; y como el Messerschmitt Bf 110 y el Heinkel He 111, su producción aumentó de 1941 a 1944.
El tipo básico estándar durante ese período fue el Ju 87D, diseñado en 1940, volado por vez primera a comienzos de 1941 y utilizado en combate en el frente del Este y el norte de África. Estaba propulsado por un motor Jumo 211 J-1 de 1400 CV que movía una hélice VD-11 de palas muy anchas, proporcionando mejores prestaciones de vuelo, traducidas en mayores cargas ofensivas. La carga máxima de bombas alcanzó los 1800 kg; podía llevar en el soporte central una bomba perforante PC1400 de 1400 kg, y en los subalares sendas SC500 o una amplia gama de cargas, incluidos contenedores con seis ametralladoras MG 81 de 7,92 mm o dos cañones de 20 mm. El armamento defensivo trasero fue sustituido por un montaje doble MG 81 Z, armas excepcionalmente ligeras de un alta cadencia de tiro con alimentación por cinta en lugar de los peines de 75 disparos. Además las líneas del avión se refinaron para reducir la resistencia; la mejora más notable correspondió al capó y a la cubierta de la cabina. El tren de aterrizaje fue también rediseñado, y a partir de 1942, las carenas de las ruedas y de las patas fueron progresivamente desechadas.
La variante más numerosa fue el Ju 87D-3, que incorporaba mejor protección para la tripulación y las partes vitales del aparato como consecuencia de su creciente utilización como Schlachtflugzeug (avión de asalto o apoyo cercano). Desde 1942 todas las versiones comenzaron a efectuar misiones diferentes del bombardeo en picado, tales como remolque de planeadores, ataque contra las guerrillas de partisanos y pequeño transporte con una gran diversidad de cargas. Unos cuantos Ju 87D-4 fueron equipados como torpederos, y la siguiente variante principal fue el Ju 87D-5, con mayor envergadura para contrarrestar el aumento de peso de la serie Dora. El Ju 87D-7 fue una variante nocturna motivada por las fuertes pérdidas en las misiones de asalto diurno, con motor Jumo 211P más potente y largos apagallamas en los escapes que sobrepasaban el borde de fuga alar. Como en la variante D-8, las ametralladoras fijas fueron sustituidas por cañones MG 151 de 20 mm y desaparecieron los frenos de picado. El Ju 87D-8 fue la última versión de serie; el total de ejemplares construidos a finales de septiembre de 1944 —cuando cesó prácticamente la producción de aviones, a excepción de cazas— alcanzó la cifra generalmente aceptada de 5709.

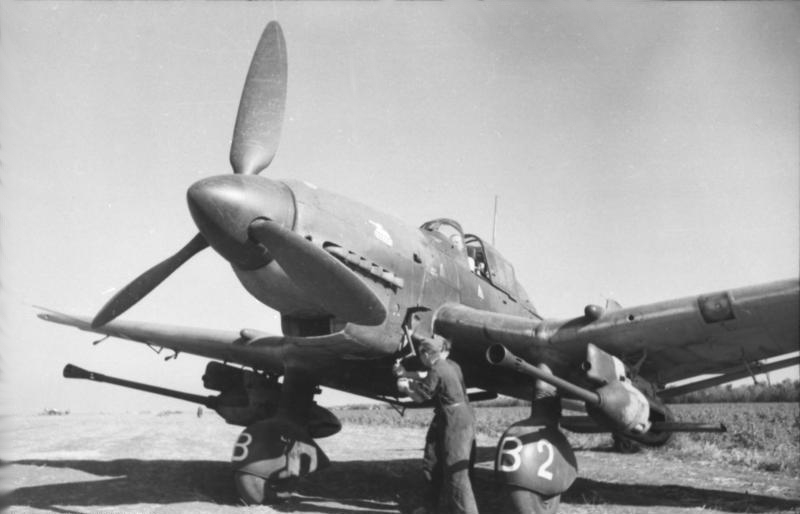
Un Junkers 87 G, obsérvese los cañones BK 3,7 bajo las alas.

Existieron planes para otros sucesores, como el Ju 87F y el Ju 187, pero solo se construyeron conversiones del ubicuo modelo D. La más importante de ellas fue el subtipo Ju 87G, del que únicamente llegó a ser operacional el Ju 87G-1. Era una versión especializada antitanque, equipada con dos cañones BK 3,7 suspendidos bajo las alas justo al lado del tren de aterrizaje. Este cañón de 37 mm era un arma formidable, que pesaba 363 kg y había sido ampliamente utilizada como antiaérea. Sin embargo, el cañón tenía un serio inconveniente: a pesar de la alta velocidad inicial (850 m/s) de su proyectil perforante, disponía sólo de seis cartuchos por arma en peine metálico, y una cadencia de tiro de 160 disparos por minuto, lo que suponía una duración total de la ráfaga de 2,25 s o de escasamente dos proyectiles por segundo.
Al más importante usuario de Ju 87G-1, Hans-Ulrich Rudel, se le acreditan 519 vehículos blindados soviéticos destruidos (cifra comprobada). Este piloto, que siguió volando después de perder una pierna en 1944, realizó 2530 misiones de combate y continuaba al mando de formaciones de Stuka en misiones diurnas, bastante tiempo después de que los restantes Stukagruppen hubiesen reemplazado sus vulnerables aviones por los más seguros Focke-Wulf Fw 190 F y G.
Otra variante producida mediante conversión de células ya existentes de la serie Ju 87D fue el entrenador biplaza de doble mando Ju 87H. Inicialmente no se había considerado necesario un entrenador para el Ju 87, pero en 1943 el arte de sobrevivir con tal avión se había convertido en una tarea tan especializada e importante en el Frente del Este, que incluso veteranos pilotos de caza y bombardeo muy experimentados habían de volar con instructores de Ju 87 antes de ocupar sus nuevos puestos en las diezmadas filas de los Stukagruppen. De casi todas las variantes Dora existieron conversiones H, que mantuvieron el mismo número de sufijo.

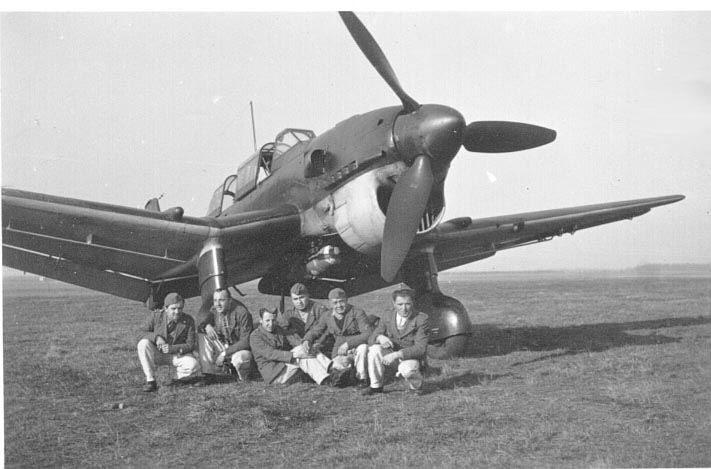
Un Ju 87 de la Regia Aeronautica italiana.

Existieron algunas variantes experimentales, principalmente dedicadas a pruebas de armamento de otros aviones. Uno de los más sorprendentes programas de pruebas fue el del un Ju 87D-3 equipado con grandes cabinas fuseladas sobre los planos. La idea era convertir al Ju 87 en vehículo para la infiltración de agentes en la retaguardia enemiga. El diseño final de la cabina proporcionaba espacio para dos hombres sentados en tándem, con amplias ventanas para proporcionar al piloto visión lateral; en picado suave, las dos góndolas podían desprenderse de las alas y descender con paracaídas. No hay constancia de que el sistema fuese utilizado.
El Ju 87 fue ampliamente utilizado por todas las fuerzas aéreas del Eje, incluyendo las de Italia, Hungría, Eslovaquia, Rumania y Bulgaria. Al descubrirse un Ju 87 con insignias italianas se creyó equivocadamente que se fabricaba en Italia; Reino Unido incluso se llegó a inventar la designación Breda 201 Picchiatelli. De hecho, desde 1939 todos los Ju 87 fueron construidos por Weser en el mismo edificio de Tempelhof.

## Operadores
Alemania
- Luftwaffe

 Bulgaria
- Fuerza Aérea Búlgara

 Croacia

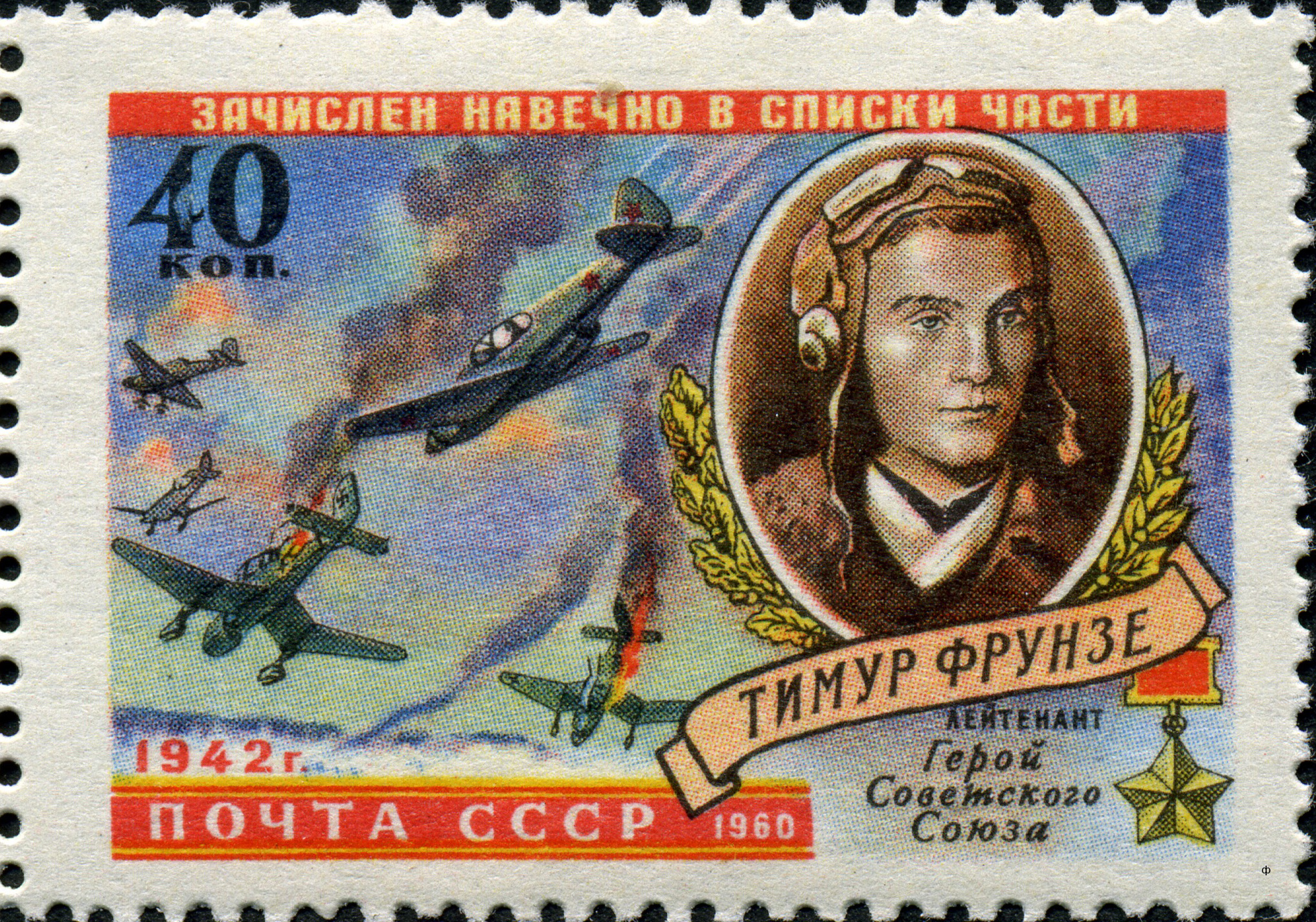
Timur Frunze derribando Stukas en un sello soviético de 1960.

- Fuerza Aérea del Estado Independiente de Croacia

 Checoslovaquia
- La Fuerza Aérea Checoslovaca operó aviones capturados en la posguerra.

 Eslovaquia
- Fuerza Aérea Eslovaca

 Estados Unidos
- La USAAF utilizó un avión capturado en la Campaña de Túnez de 1943 durante un corto periodo de tiempo antes de que se accidentara.[6]

 Hungría
- Real Fuerza Aérea del Ejército Húngaro

 Italia
- Regia Aeronautica

 Japón
- Servicio Aéreo del Ejército Imperial Japonés

 Reino Unido
- La Real Fuerza Aérea Británica probó varios ejemplares capturados durante y después de la guerra.[7]

 Rumanía
- Real Fuerza Aérea Rumana

 Yugoslavia
- La Fuerza Aérea de la RFS de Yugoslavia utilizó aviones capturados después de la guerra.

## Historia operacional

### Pruebas en España

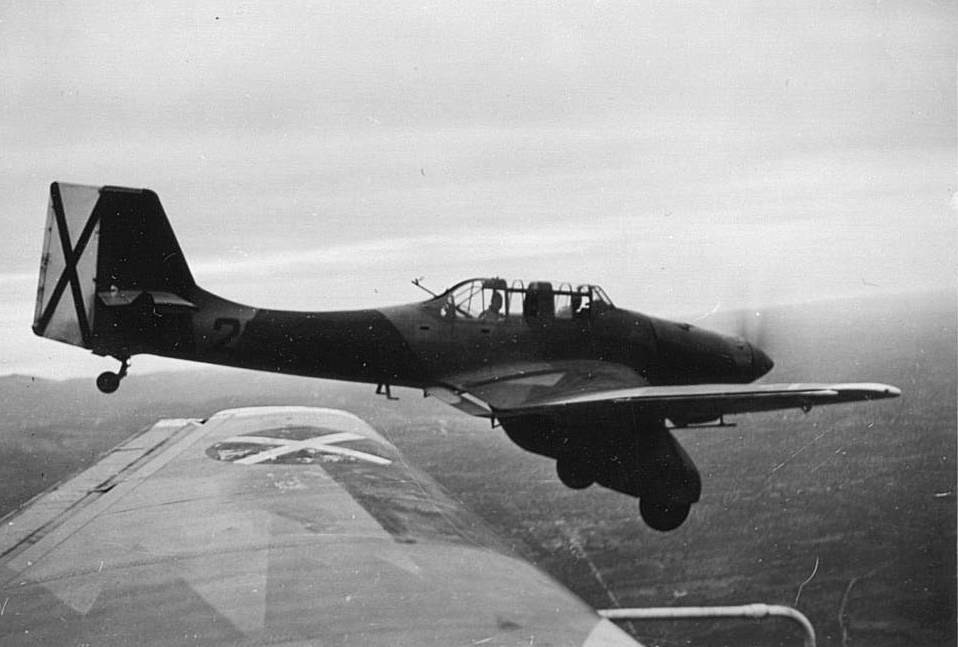
Junkers Ju 87A de la Legión Cóndor.

Unos 12 ejemplares fueron evaluados en condiciones operacionales por la Legión Cóndor durante la guerra civil española; probablemente el prototipo V4 fue el primero en enviarse a finales de 1936.
El Gruppen VB/88, unidad experimental de la Legión Cóndor, recibió un total de seis Ju 87A para su evaluación en combate. Utilizados en acción al parecer en la ruptura del Cinturón de Hierro de Bilbao y en Teruel, los «Anton» fueron sustituidos en el tercer trimestre de 1938 por otros tantos Ju 87B-1, que fueron empleados principalmente en el avance nacional sobre la costa mediterránea y Cataluña.
Todos los Stuka del VB/88 regresaron a Alemania al término de la Guerra Civil, incluso los restos de un ejemplar derribado sobre Bujaraloz. En España, el Stuka demostró sus excelentes cualidades como bombardero en picado, alcanzando una precisión inferior a cinco metros en objetivos de punto.

### Segunda Guerra Mundial

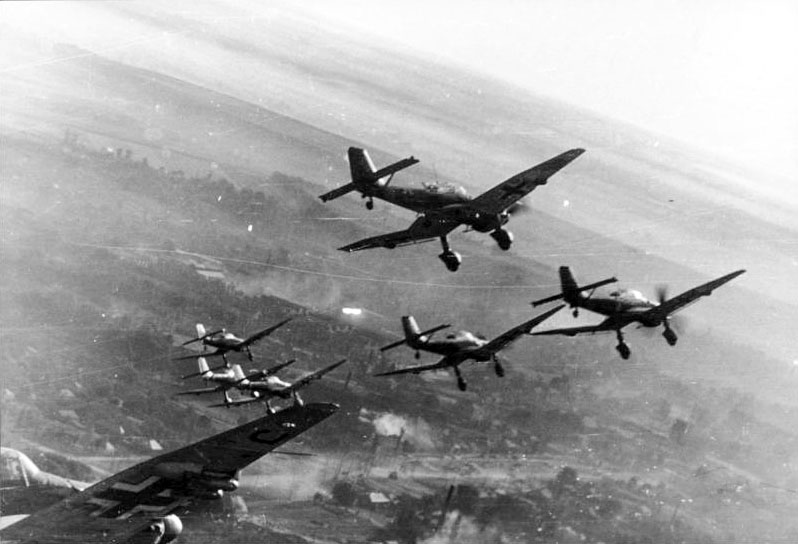
Escuadrilla de Stukas.

Al comienzo de la II Guerra Mundial, la Luftwaffe contaba con 336 Ju 87B.
La primera misión de combate en este conflicto fue efectuada por tres Ju 87B-1, que despegaron de Elbing a las 4:26 del 1 de septiembre de 1939 para destruir el dispositivo de voladura polaco del puente de Dirschau sobre el río Vístula, lo que cumplieron a las 4:34, es decir unos 11 minutos antes de la declaración de guerra a Polonia.
Fue muy utilizado en las primeras campañas alemanas de Polonia, Francia, en la invasión de Rusia, en el norte de África y en el Mediterráneo, con buenos resultados especialmente en los ataques a buques y a unidades móviles. Al terminar la Segunda Guerra Mundial, se habían construido 5709 unidades en múltiples variantes (esta es la cifra generalmente aceptada), usándose en casi todos los escenarios europeos y norteafricanos.
Era un avión estable, preciso y muy efectivo, aunque por su antigüedad era también lento, poco maniobrable, escasamente armado y muy vulnerable a los cazas enemigos. Los alemanes aprendieron en la Batalla de Inglaterra que la superioridad aérea debía ser obtenida antes de emprender ataques por tierra de un modo efectivo, superioridad que siempre habían tenido en las campañas anteriores.
El Stuka es siempre asociado al soldado alemán más condecorado, Hans-Ulrich Rudel, piloto de un Stuka versión antitanque Ju-87G-1.

## Supervivientes

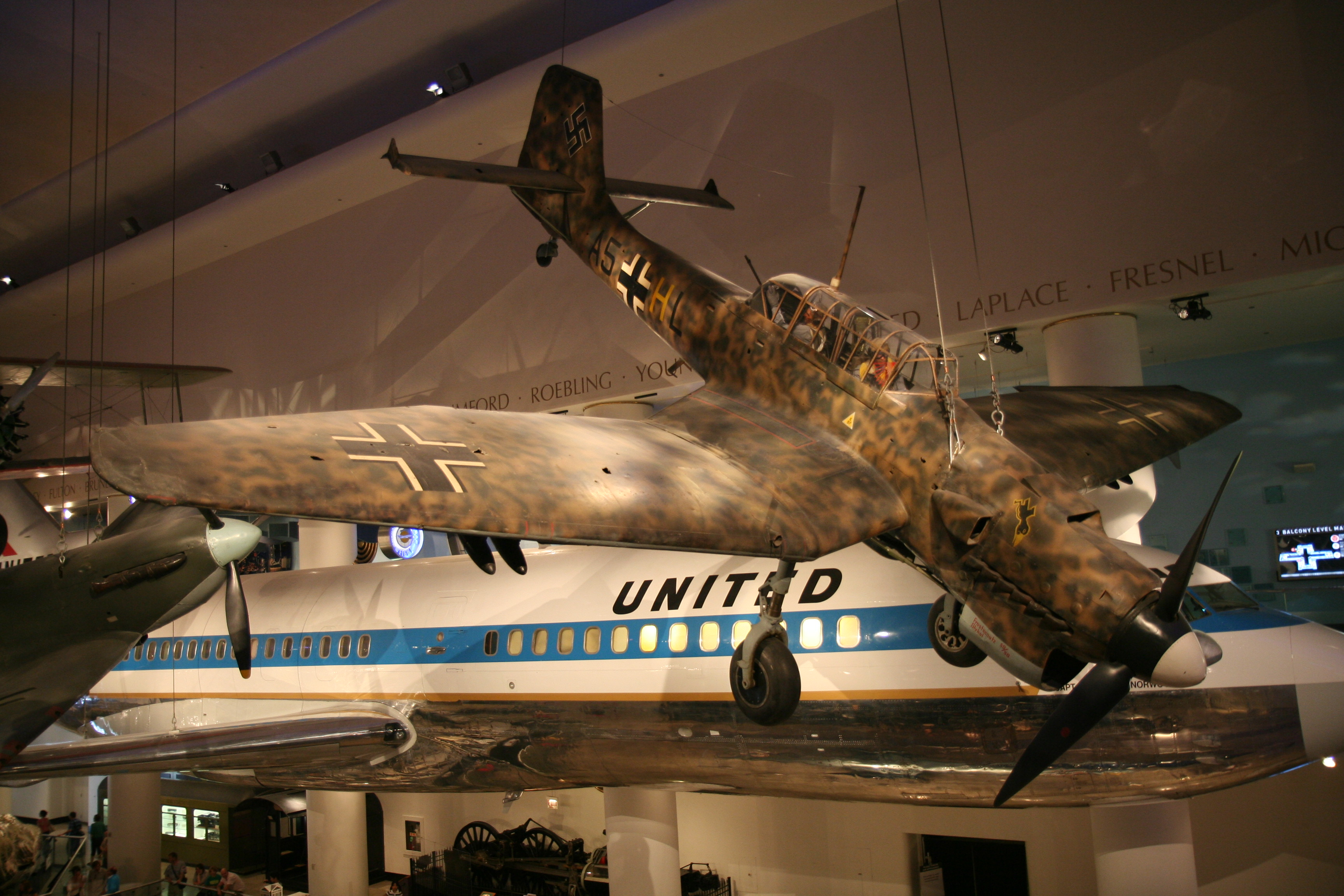
El Ju 87 N.º 5954 del Museum of Science and Industry, Chicago.

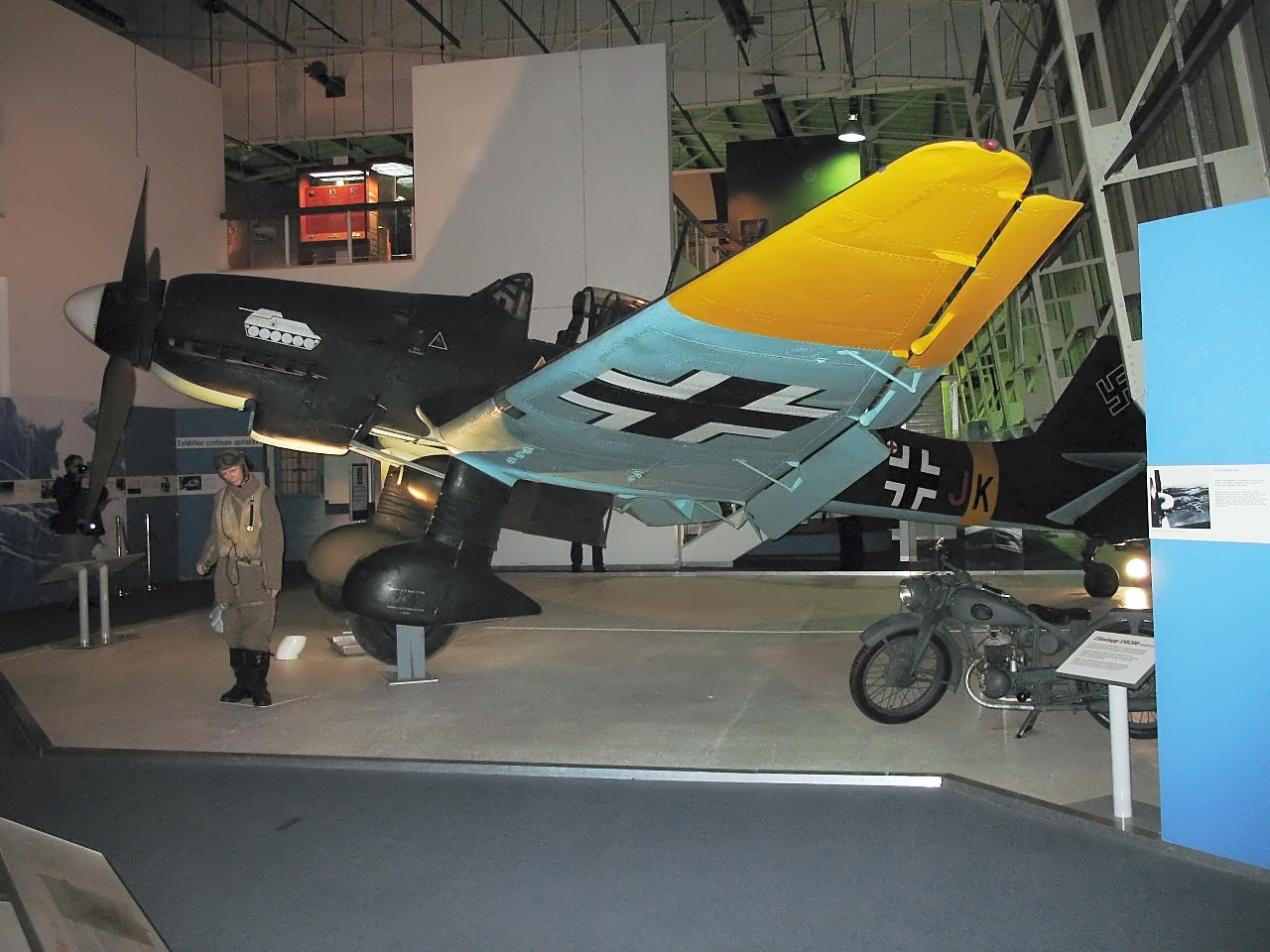
El Junkers Ju 87 G-2 del Museo de la Royal Air Force en Hendon, Reino Unido.

## Especificaciones
(La lista no incluye el Ju 87C, adaptación naval derivada del Ju 87B, creado para su uso en el portaaviones alemán Graf Zeppelin; ni el Ju 87E naval derivado del Ju 87D; ni el Ju 87R de largo alcance; ni el Ju 87H desarmado para su uso en formación y entrenamiento)
|                            | Ju 87A            | Ju 87B             | Ju 87D                   | Ju 87G                        |
|                            |                   |                    |                          |                               |
| Producción                 | 1936-1938         | 1938-1941          | 1941-1944                | rediseño Ju 87D               |
| Función                    | ataque a tierra   | ataque a tierra    | ataque a tierra          | antitanque                    |
| Longitud (m)               | 10,8 m            | 11,1 m             | 11,1 m                   | 11,1 m                        |
| Envergadura (m)            | 13,8 m            | 13,8 m             | 13,8 m                   | 13,8 m                        |
| Altura (m)                 | 3,9 m             | 3,9 m              | 3,9 m                    | 3,9 m                         |
| Superficie de alas (m²)    | 31,90 m²          | 31,90 m²           | 31,90 m²                 | 31,90 m²                      |
| Peso en vacío (kg)         | 2.273 kg          | 2.760 kg           | 2.810 kg                 | 3.600 kg                      |
| Peso máximo (kg)           | 3.324 kg          | 4.400 kg           | 5.720 kg                 | 5.100 kg                      |
|                            |                   |                    |                          |                               |
| Motor                      | Junkers Jumo 210D | Junkers Jumo 211Da | Junkers Jumo 211J        | Junkers Jumo 211J             |
| Potencia máxima (hp)       | 720 HP            | 1.200 HP           | 1.410 HP                 | 1.410 HP                      |
| Potencia máxima (kW)       | 530 kW            | 883 kW             | 1.037 kW                 | 1.037 kW                      |
| Velocidad máxima(km/h)     | 310 km/h          | 340 km/h           | 354 km/h                 | 344 km/h                      |
| Velocidad en picado (km/h) | 550 km/h          | 600 km/h           | 600 km/h                 |                               |
| Autonomía (km)             | 800 km            | 600 km             | 1.165 km                 | 1.000 km                      |
|                            |                   |                    |                          |                               |
| Techo (m)                  | 9.430 m           | 8.100 m            | 9.000 m                  | 7.500 m                       |
| Subida                     |                   | 3.000 m en 8,8 min | 3.000 m en 14 min        | 3.000 m en 13,6 min           |
| Ametralladoras delante     | 1×7,92 mm MG 17   | 2×7,92 mm MG 17    | 2×7,92 mm MG 17          | 2×7,92 mm MG 17 2×37 mm BK 37 |
| Ametralladoras detrás      | 1×7,92 mm MG 15   | 1×7,92 mm MG 15    | 1×7,92 mm MG 81Z         | 1×7,92 mm MG 81Z              |
| Carga de bombas (kg)       | 250 kg            | 500 kg             | 1.800 kg                 |                               |
| Bombas (kg)                | 1×250 kg          | 1×250 kg + 4×50 kg | 1×500/1.000 kg + 4×50 kg |                               |

- El Ju 87A podía transportar una bomba de 500 kg, pero sin ametralladora trasera y para vuelos cortos.
- El Ju 87B podía transportar una bomba de 1000 kg, pero sin ametralladora trasera y para vuelos cortos.
- El Ju 87D podía transportar una bomba pesada solo para vuelos cortos.
- El Ju 87D-5 podía incrementar la envergadura a 15 m y reemplazar la MG 17 por dos cañones MG 151/20 para incrementar su capacidad de ataque a tierra.

## Especificaciones (Ju 87B-2)
Referencia datos: Ju 87 B-2 Betriebsanleitung, Juni 1940 (D.(Luft) T.2335/1)

### Características generales
- Tripulación: 2 (piloto y operador de radio/artillero)
- Longitud: 11 m
- Envergadura: 13,8 m
- Altura: 4,23 m
- Superficie alar: 31,9 m²
- Peso vacío: 3205 kg
- Peso cargado: 4320 kg
- Peso máximo al despegue: 5000 kg
- Planta motriz: 1× Junkers Jumo 211D, V12 invertido refrigerado por líquido.
  - Potencia: 883 kW (1184 HP; 1200 CV)
- Hélices: 1× tripala Junkers VS 5 por motor.
- Diámetro de la hélice: 3,4 m

### Rendimiento
- Velocidad nunca excedida (Vne): 600 km/h (373 MPH; 324 kt)
- Velocidad máxima operativa (Vno): 390 km/h (242 MPH; 211 kt) a 4000 m de altitud
- Velocidad crucero (Vc): 209 km/h (130 MPH; 113 kt) a 4500 m de altitud
- Alcance: 789 km sin bombas
- Alcance en combate: 500 km con una carga de 500 kg en bombas

### Armamento
- Ametralladoras: 3× 

  - 2 MG 17 de 7,92 mm fijas en las alas
  - 1 MG 15 de 7,92 mm en afuste dorsal
- Bombas: 

  - Una bomba de 250 kg bajo el fuselaje
  - Opcionalmente 2 bombas de 50 kg bajo cada ala

### Desarrollos relacionados
- Junkers Ju 187

### Aeronaves similares
- Breda Ba.65
- Breda Ba.201
- Caproni A.P.1
- Ilyushin Il-2 Sturmovik
- Douglas SBD Dauntless
- Curtiss SB2C Helldiver
- Aichi D3A "Val"
- Blackburn Skua
- Heinkel He 118
- Yokosuka D4Y
- Henschel Hs 123
- Henschel Hs 129
- Saab 17
- Saab 18

### Secuencias de designación
- Sistema de designación aeronaves del RLM: ← Ar 81 ·· Ju 85 · Ju 86 · Ju 87 · Ju 88 · Ju 89 · Ju 90 →

### Listas relacionadas
- Anexo:Aeronaves militares de Alemania en la Segunda Guerra Mundial